# Salah Abu Seif
Salah Abu Seif (en árabe: صلاح أبو سيف‎, Ṣalāḥ Abū Sayf) (10 de mayo de 1915-23 de junio de 1996) fue uno de los más famosos directores de cine egipcio, y considerado el padrino del neorrealismo del cine en Egipto. Muchas de las 41 películas que dirigió son consideradas clásicas del cine egipcio. Su película Bidaya wa nihaya (1960) fue la primera adaptación de una novela del ganador del Premio Nobel Naguib Mahfouz.
Él es a veces acreditado como Salah Abu Saif, Salah Abou Seif o Salah Abouseif. En 1977 fue miembro del jurado en el 10º Festival de Cine de Moscú.

## Biografía
Salah Abu Seif nació en Boulaq, un barrio pobre de El Cairo. Fue empleado en una fábrica textil, después estudiar comercio. Se convirtió en  asistente de director en 1934. Después de haber pasado varios años en las salas de redacción de importantes obras, produjo en 1945 su primer largometraje, un remake de la película estadounidense El puente de Waterloo.
Colaboradó frecuentemente con la actriz y productora Faten Hamama, el actor egipcio Omar Sharif y Salah Mansour

## Filmografía
- Dayman fi Qalbi (Always in My Heart) - 1946 دايماً في قلبي
- Al-Muntaqim (The Avenger) - 1947 المنتقم
- Mughamarat Antar wa Abla (The Adventures of Antar and Abla) - 1948 مغامرات عنتر وعبلة
- Sharia al-Bahlawan (Street of the Acrobat) - 1948 شارع البهلوان
- Al-Sakr (The Falcon) - 1950 الصقر
- Al-Hob Bahdala (Love is a Problem) - 1951 الحب بهدلة
- Lak Yawm Ya Zalem (Your Day Will Come) - 1951 لك يوم يا ظالم
- Al-Osta Hassan (Foreman Hassan) - 1952 الأسطى حسن
- Raya wa Sekina (Raya and Sekina) - 1953 ريا وسكينة
- Al-Wahsh (The Monster) - 1954 الوحش
- Shabab Emraa (A Woman's Youth) - 1956 شباب إمرأة
- Al-Fetewa (The Tough) - 1957 الفتوة
- Al-Wessada al-Khalia (The Empty Pillow) - 1957 الوسادة الخالية
- La Anam (Sleepless) - 1957 لا أنام
- Mugrem fi Agaza (Criminal on Holiday) - 1958 مجرم في إجازة
- Al-Tarik al-Masdud (The Blocked Road) - 1958 الطريق المسدود
- Haza Howa al-Hob (This is the Love) - 1958 هذا هو الحب
- Ana Horra (I Am Free) - 1959 أنا حرة
- Bayn al-Samaa wa al-Ard (Between Heaven and Earth) - 1959 بين السماء والأرض
- Lawet al-Hob (Agony of Love) - 1960 لوعة الحب
- Al-Banat wa al-Saif (The Girls and the Summer) - 1960 البنات والصيف
- Bidaya wa nihaya (A Beginning and an End) - 1960 بداية ونهاية
- La Tutf'e al-Shams (The Sun Will Never Set) - 1961 لا تطفىء الشمس
- La Wakt lil Hob (No Time for Love) - 1963 لا وقت للحب
- Ressala Min Emraa Maghoula (Letter from an Unknown Woman) - 1963 رسالة من إمرأة مجهولة
- Al-Kahira 30 (Cairo 30) - 1966 القاهرة 30
- Al-Zawga al-Thaniya (The Second Wife) - 1967 الزوجة الثانية
- Al-Qadia 68 (The Case 68) - 1969 القضية 68
- Thalath Nessaa (Three Women) - 1969 ثلاث نساء
- Shia min al Azab (A Bit of Suffering) - 1969 شيء من العذاب
- Fajr al-Islam (Dawn of Islam) - 1971 فجر الإسلام * Al-Sayed Kaaf (Mr. Kaaf) - 1994 السيد كاف
- Hammam al-Malatily (The Bathhouse of Malatily) - 1973 حمام الملاطيلي
- Al-Kadab (The Liar) - 1975 الكداب
- Sana Oula Hob (First Year Love) - 1976 سنة أولى حب
- Sakatat fi Bahr al-Asal (She Fell in the Honey Sea) - 1977 سقطت في بحر العسل
- Al-Saqqa Mat (The Water-Carrier Is Dead) - 1977 السقا مات
- Al-Mugrem (The Criminal) - 1978 المجرم
- Al-Qadisiya (The Qadisiya) - 1982 القادسية
- Al-Bidaya (The Beginning) - 1986 البداية
- Al-Moaten Masry (The Egyptian Citizen) - 1991 المواطن مصري

## Premios
- Mughamarat Antar wa Abla (1948) nominado para el "Gran Premio del Festival" en Festival de Cine de Cannes 1949
- Al-Wahsh (1954) nominado para el "Gran Premio del Festival" en el Festival de Cine de Cannes de 1954
- Shabab Emraa (1956) nominado para la "Palma de Oro" en el Festival de Cine de Cannes de 1956
- Al-Fetewa (1957) nominado para el "Oso de Oro de Berlín" en el Festival de Cine de Berlín
- Bidaya wa Nihaya (1960) nominado para el premio "Grand Prix" en el segundo Festival de Cine de Moscú[4]
- Al-as-saqqa Mat (1977) ganó el premio a la "Mejor Película del Año" en la Asociación de Cine Egipcio
- Al-Qadisiya (1981) nominado para el "Premio de Oro" en el 12º Festival de Cine de Moscú[5]
- Al-Moaten Masry (1991) nominado para el "Oro de San Jorge" en el 17 Festival de Cine de Moscú[6]